# کوه‌های هاکونه
هاکُونِه یاما (Hakone، 箱根山) در استان کاناگاوا (神奈川県) و استان شیزوئوکا (静岡県) قرار دارد. هاکونه یک کوه آتشفشانی است. چندین کوه در منطقهٔ هاکونه وجود دارد.

## کوه‌های هاکونه
- کوه ماروداکه（۱۱۵۶m）
- کوه کینتوکی（۱۲۱۳m)
- کوه میوجینگاتاکه（۱۱۶۹m）
- میوجوگاتاکه（۹۲۴m）
- کوه کامی （۱۴۳۸m）(مرتفع‌ترین کوه)
- کوه کوماگاتاکه （۱۳۵۶m）
- کوه میکونی (هاکونه)（۱۱۰۲m）
- کوه تاکانوسو (هاکونه)（۸۳۴m）
- کوه سنگن (هاکونه)（۸۰۲m）
- کوه بیوبو (هاکونه)（۹۴۸m）
- کوه کانموری‌گاتاکه （۱۴۰۹m）

| 古 期 外 輪 山 中央火口丘 دریاچهٔ آشینوکو ▲کوه میکونی ▲کوه کوما گاتاکه ▲کوه کینتوکی ▲کوه میوجینگاتاکه ▲میوجوگاتاکه ▲کوه کامی ▲台ヶ岳 仙石原 ▲火打石山 ▲ماروداکه ▲上二子山 ▲下二子山 ▲大観山 ▲塔ノ峰 ▲کوه بیوبو ▲کوه کانموری-گاتاکه ●湖尻峠 ●長尾峠 ●乙女峠 ●矢倉沢峠 ●箱根峠 |
| دریاچهٔ آشینوکو (芦ノ湖) و کوه‌های واقع در هاکونه |